# Tea for Two Hundred
Tea for Two Hundred é uma curta-metragem de animação de Pato Donald, lançada pela Disney em 24 de dezembro de 1948.

## História
Enquanto acampa nas montanhas, o Pato Donald senta-se para comer um piquenique. Logo uma linha de formigas emerge de um arbusto próximo e passa por Donald, cada um carregando um grão colhido na natureza. Donald se interessa pelo retardatário, uma formiguinha que parece estar carregando um grão várias vezes o peso do corpo. Donald começa a testar a formiga para ver o quanto ele pode aguentar. A formiga, aparentemente inconsciente de Donald, continua a marchar. Finalmente Donald equilibra vários itens de comida de seu piquenique na formiga, que a formiga carrega. Mas quando Donald faz a formiga andar com uma corda bamba, Donald puxa a corda fazendo com que a formiga caia em uma grande torta de creme.
A formiga está zangada com Donald no começo, mas quando ele prova a torta e vê toda a comida de Donald, fica exultante. Ele entusiasticamente corre de volta para a colônia de formigas e conta às formigas sobre toda a comida de Donald. As formigas chamam a colônia usando cogumelos como tambores.
Mais tarde, enquanto Donald está dormindo contra uma árvore ao lado de sua cesta de piquenique, uma pequena equipe de formigas se aproxima dele. Eles abrem a cesta, mas Donald, ainda dormindo, instintivamente coloca a mão sobre a cesta para afastar as formigas. Então todas as formigas preenchem Donald e o pegam. Eles o levam até um penhasco onde eles o jogam na água e ele grita com raiva e corre de volta para cima do penhasco bem a tempo de ver as formigas carregarem itens de comida de sua cesta para dentro do buraco e tenta impedi-los de fazer assim. As formigas se amontoam e fazem um plano para Donald, que se prepara, exclamando "Ah, é?" como ele faz. As formigas atacam Donald como se jogassem futebol. Enquanto ele tenta pegar sua comida diretamente do buraco, as formigas puxam a camisa de Donald também. Ele então coloca em um barril para proteger seu modesto, e empurra várias varetas de dinamite para baixo do formigueiro e acendê-lo. Imediatamente após a explosão, Donald ri e diz que aparentemente teve a última palavra contra as formigas. No entanto, momentos depois, o chão ao redor de Donald começa a rachar. Donald está de pé perto do penhasco, e a explosão da dinamite faz com que uma grande parte do penhasco caia, e Donald cai na água uma segunda vez, gritando como ele.
Na cena final, a colônia de formigas se reúne em torno de um grande cupcake. A pequena formiga que Donald vinha a incomodar corre até o topo e dá uma grande mordida na cereja e depois olha para o espectador.

## Elenco
- Clarence Nash - Pato Donald
- Pinto Colvig

## Prêmios e indicações
"Tea for Two Hundred" foi indicado ao Oscar de Melhor Curta-Metragem em 1949, mas perdeu para "The Little Orphan", um filme da MGM de Tom and Jerry que dividia um dos sete Oscares da série Tom and Jerry.